# Just for Love
Albums de Quicksilver Messenger Service
Shady Grove
(1969) What About Me
(1970)
Just for Love est le quatrième album du groupe de rock psychédélique Quicksilver Messenger Service, sorti en 1970. Il marque le retour de Gary Duncan et surtout de Dino Valenti, membre fondateur du groupe, absent de ses précédents opus en raison d'un séjour en prison pour possession de drogue. Valenti est l'auteur de la quasi-totalité des titres de l'album, sous le pseudonyme de « Jesse Oris Farrow ».

## Titres
1. Wolf Run, Pt. 1 (Farrow) – 1:12
2. Just for Love, Pt. 1 (Farrow) – 3:00
3. Cobra (John Cipollina) – 4:23
4. The Hat (Farrow) – 10:36
5. Freeway Flyer (Farrow) – 3:49
6. Gone Again (Farrow) – 7:17
7. Fresh Air (Farrow) – 5:21
8. Just for Love, Pt. 2 (Farrow) – 1:38
9. Wolf Run, Pt. 2 (Farrow) – 2:10

## Musiciens
- John Cipollina : guitares, chant
- Gary Duncan : chant, guitare, basse, maracas, wood-blocks
- Greg Elmore : batterie, percussions
- David Freiberg : chant, guitare, basse
- Nicky Hopkins : piano, claviers
- Dino Valenti : chant, guitare, flûte, congas